# Mar del Corall
El Mar del Corall és un mar que es troba a l'oest de l'oceà Pacífic al davant de la costa nord-occidental d'Austràlia. El Mar del Corall s'estén fins a 2,000 quilòmetres cap al sud de la costa de nord-est australiana. En aquest mar va tenir lloc la Batalla del Mar de Coral, una confrontació important durant la Segona Guerra Mundial entre les armades de l'Imperi del Japó, i els Estats Units i Austràlia.
El mar conté esculls i nombroses illes, així com el sistema d'esculls més gran del món: la Gran Barrera de Corall, la qual va ser declarada Patrimoni de la Humanitat per la UNESCO l'any 1981. Tots els projectes d'exploració de petroli van ser rescindits al 1975, i la pesca està restringida en moltes àrees. Els esculls i les illes de la Mar del Corall són particularment riques en biodiversitat i és una destinació turística, tant nacionalment com internacional.

## Geologia
La conca de Mar del Corall es va formar entre fa 58 milions i 48 milions d'anys quan la plataforma continental de Queensland es va elevar formant les Serralades Australianes, i els blocs continentals es van enfonsar. El mar ha estat una font important de corall per la Gran Barrera de Corall, tant durant la seva formació com després que baixés el nivell de mar.
Els processos de formació geològics encara estan actius, com ho demostra l'activitat sísmica. Centenars de terratrèmols de magnitud entre 2 i 6 van ser registrats en el període 1866–2000 al llarg de la costa de Queensland i en el Mar del Corall. El 2 d'abril de 2007, les illes Salomó van patir un terratrèmol important seguit d'un tsunami d'uns quants metres d'alçada. L'epicentre d'aquest terratrèmol de magnitud 8.1 va ser a 349 km al nord-oest de Honiara, a una fondària de 10 quilòmetres. Hi van haver més de 44 rèpliques de magnitud 5.0 o més gran. El tsunami resultant va matar com a mínim 52 persones i va destruir més de 900 cases.
El mar va rebre el seu nom a causa de les seves nombroses formacions de corall. Inclouen la Gran Barrera de Corall, que s'estén 2.000 km al llarg de la costa nord-est d'Austràlia i inclou aproximadament 2.900 esculls individuals i 1000 illes. El Chesterfield Illes i els esculls de Lihou són els atols més grans del Mar del Corall.

## Clima

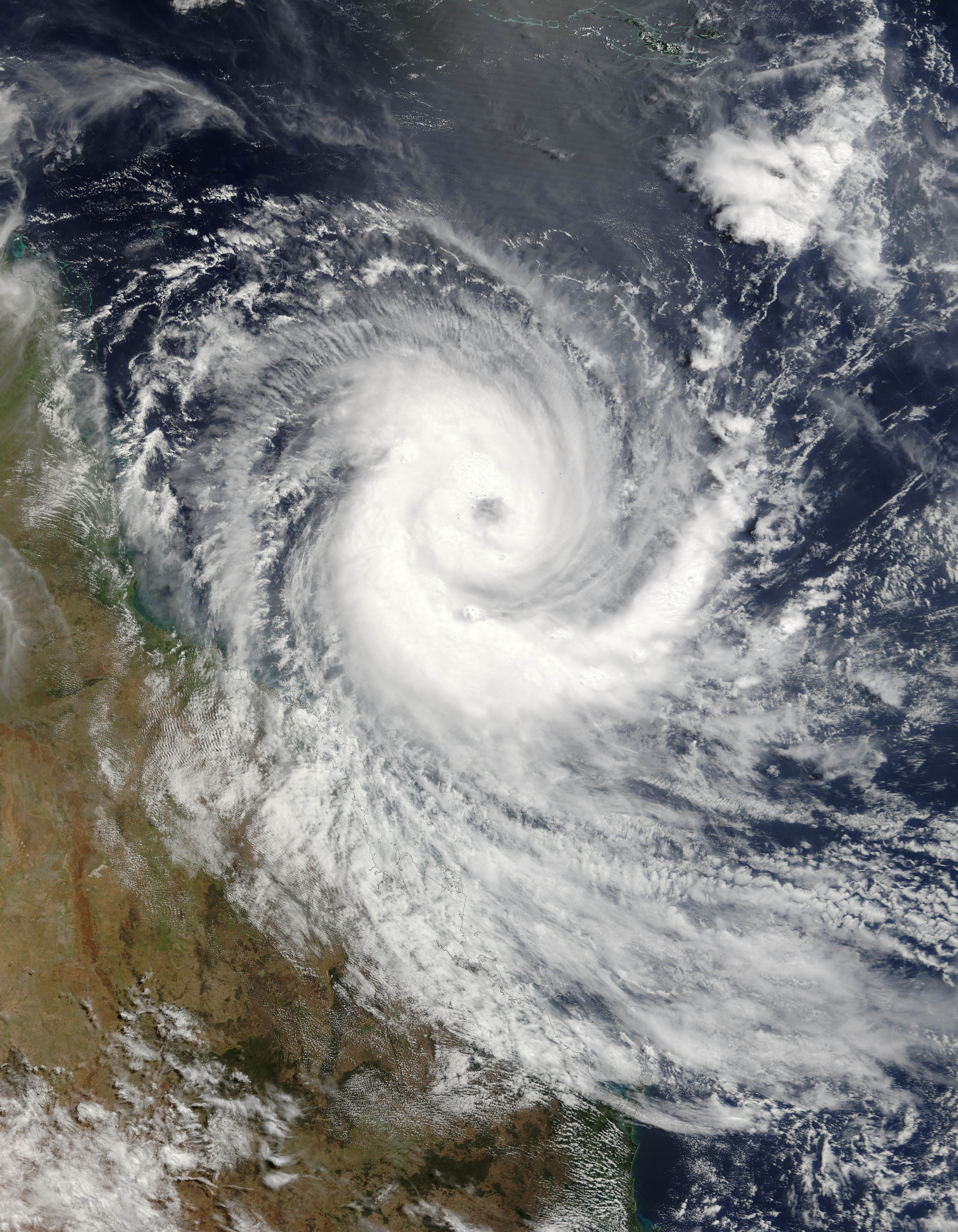
El Cicló tropical Larry sobre la Gran Barrera de Corall, el 19 març de 2006

El mar té un clima subtropical i sovint s'hi generen ciclons tropicals, especialment entre el gener i l'abril. En àrees més al sud de 10°S, el període seria maig a novembre. Entre el 1969 i el 1997, van passar més de 80 ciclons sobre la Gran Barrera de Corall, el 90% dels quals eren de categoria 1 o 2 (vents de 17–33 m/s, pressió central de 970–1000 hPa) i només el 10% de categoria 3 (vents >33 m/s, pressió <970 hPa). La freqüència d'aparició de ciclons es va reduir entre el 1997 i el 2005 a 1.5 per any (12 en total).
La pluviositat anual típicament varia entre 1.000 i 3.000 mm segons l'àrea. La majoria de pluja cau entre desembre i març, en fenòmens intensos de 30–60 dies. El número dels dies clars per any varien aproximadament entre 80 i 125, i la variació de temperatura típica a través de l'any és de 18–27 °C.
El canvi climàtic està provocant un augment de la temperatura de l'aigua del mar, de manera que s'espera que els episodis de blanqueig del corall també augmenti en freqüència i intensitat.

### Vents
Els vents del Mar del Corall es poden classificar per estació, longitud i latitud. Els vents alisis del sud-est dominen al llarg de tot el mar i totes les estacions, especialment entre 20°S i 25°S, i cap a l'oest del meridià de 155°E. Tanmateix, entre setembre i desembre canvien a vents de nord i nord-oest en aquesta regió, i la direcció és majoritàriament sud-occidental entre el maig i l'agost. A l'oest de 155°E, els vendavals són comuns entre el gener i l'agost i és menys freqüent entre el setembre i el desembre.
Al gener, el monsó del nord-oest pot ocórrer entre el paral·lel 15°S i 20°S, cap a l'oest del meridià 150°E. Els temporals són rars en aquesta regió gairebé tot l'any excepte entre el juny i l'agost, quan apareixen els vents forts del sud-est, que ocorren uns quants dies per mes.
El vents alisis del sud-est són també forts al nord de 15°S entre el març i el novembre. S'afebleixen i sovint canvien a vents de l'oest al desembre i del nord i nord-est al gener i al febrer.

## Flora
La riba australiana del Mar del Corall es compon majoritàriament de sorra. La Gran Barrera de Corall és massa lluny per proporcionar dipòsits de corall significatius, però protegeix efectivament la costa de les ones de l'oceà. Com a resultat, la vegetació s'estén des de terra fins al mar, i les aigües costaneres són riques en vegetació submarina, com les algues verdes. Els gèneres més comuns de praderies marines són Halophila i Halodule.
Les illes de la Gran Barrera de Corall contenen més de 2.000 espècies de planta, tres de les quals són endèmiques. Les illes septentrionals tenen 300–350 espècies de planta, que tendeixen a ser espècies llenyoses, mentre que les illes del sud en tenen 200, que són més herbàcies; la regió de Whitsunday és la més diversa, ja que inclou 1.141 espècies. Els ocells ajuden a dispersar les plantes.

## Fauna

Escull de Flynn prop de Cairns

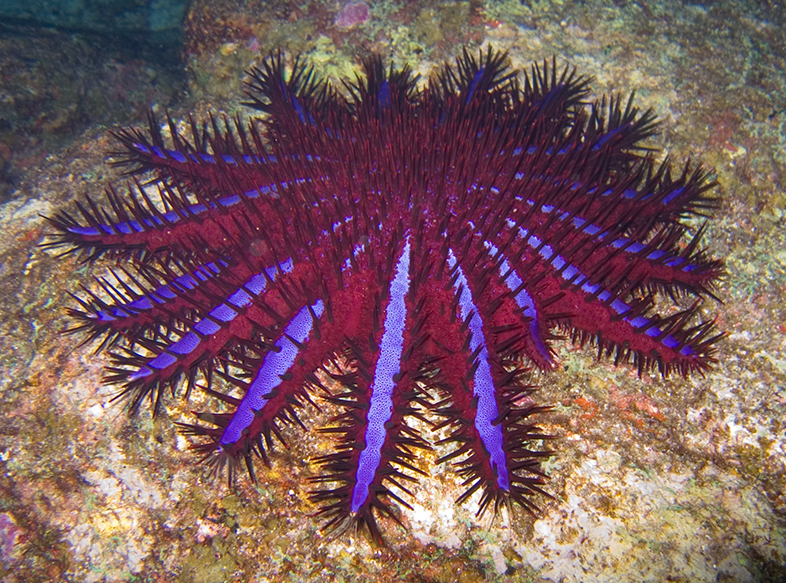
Acanthaster planci

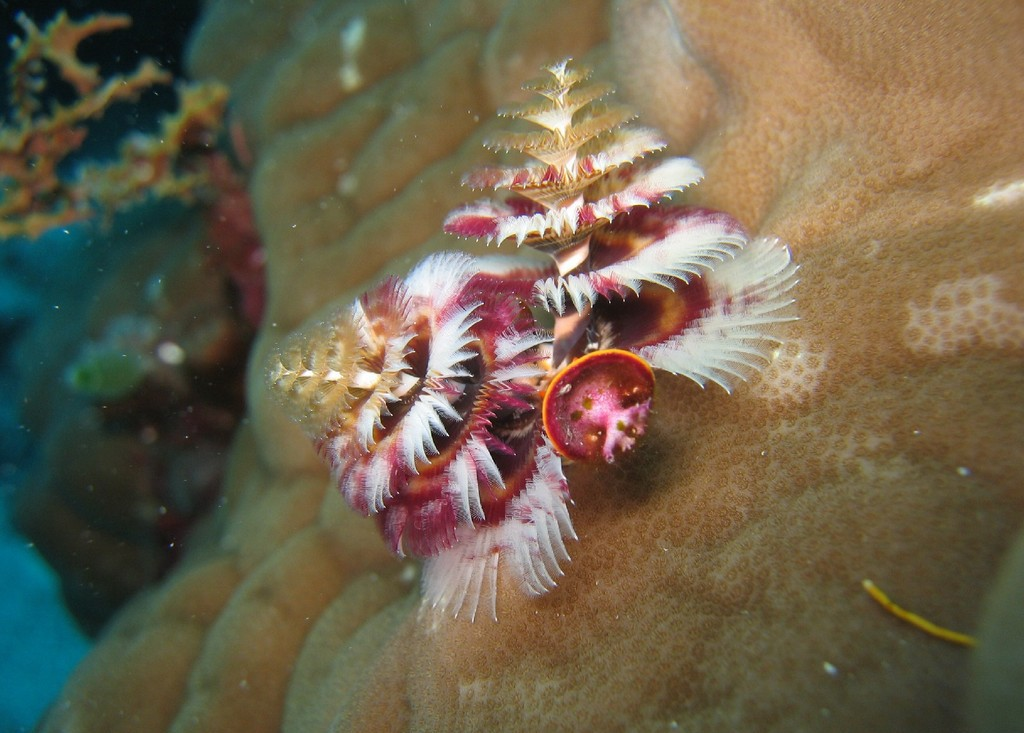
Cuc d'arbre del Nadal (Spirobranchus giganteus) dins el corall Porites. Escull d'Osprey.

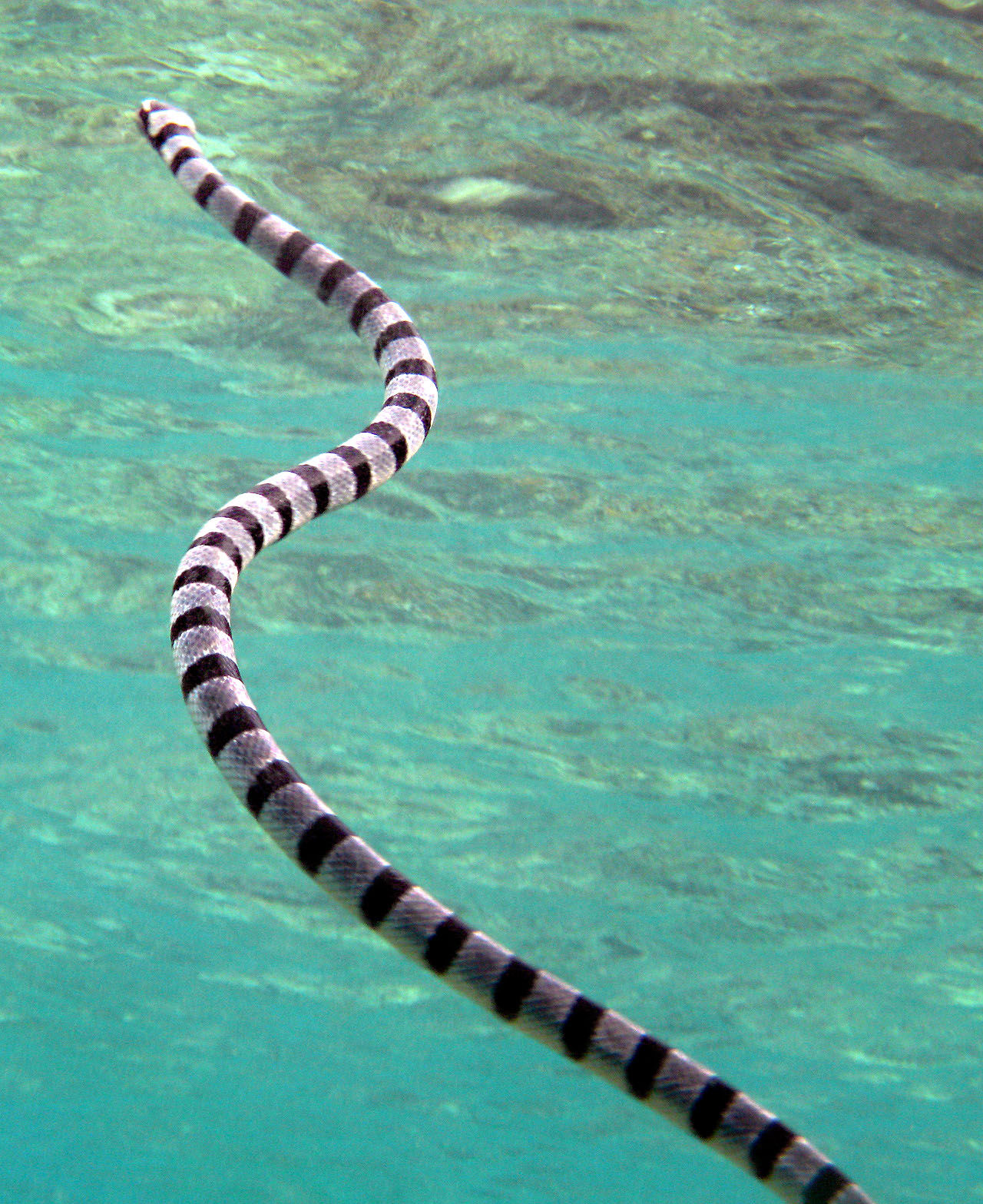
La serp marina Laticauda colubrina

El marc acull nombroses espècies d'anemones, esponges, cucs (p. ex. Spirobranchus giganteus mostrat en la fotografia), gastropods, llagostes, crancs de riu, llagostins i crancs. Les algues vermelles Lithothamnion i Porolithon pinten molts esculls de corall de color morat-vermell i l'alga verda Halimeda es troba arreu. Áls esculls hi podem trobar quatre-centes espècie de coral, tant coralls durs com coralls suaus. La majoria d'aquestes fresa gàmetes, que s'alliberen totes a la vegada, desencadenat per l'augment de la temperatura del mar de la primavera i l'estiu, el cicle lunar, i el cicle diürn. Esculls de l'interior de la Gran Barrera de Corrall fresen durant la setmana posterior a la lluna plena d'octubre, mentre els esculls exteriors fresen entre novembre i desembre. Els coralls suaus comuns pertanyen a 36 gèneres. Hi ha més de 1500 espècies de peix en els esculls. Cinc-centes espècie d'alga o praderies marines viuen a l'escull, incloent tretze espècies del gènere Halimeda, que creen acumulacions calcàries de fins a 100 metres d'ample, creant mini-ecosistemes a la seva superfície que han estat comparats amb els de la selva pluvial.
L'estrella de mar de la corona d'espines (Acanthaster planci) és el depredador més important dels esculls, ja que depreda els pòlips de coral, pujant-hi a sobre, i extraient-hi el seu estómac a sobre, de manera que allibera enzims digestius per absorbir el teixit liquat. Un individu adult pot menjar fins a 6 m² d'escull cada any. El 2000, un esclat d'estrelles de mar de la corona d'espines va contribuir a una pèrdua del 66% de la coberta de coralls vius en els coralls que es van mostrejar. Els canvis en la qualitat de l'aigua i la sobrepesca de depredadors naturals, com el Tritó gegant, pot haver contribuït a un augment en el número d'aquestes estrelles de mar.
Hi ha com a mínim 30 espècie de balenes, dofins, i marsopes, incloent el Rorqual d'aleta blanca, el Dofí d'estuari indopacífic, la Iubarta i els dugongs. Sis espècies de tortugues marines crien a la Gran Barrera de Corall – la tortuga verda, la tortuga llaüt, la tortuga carei, la tortuga careta, la tortuga plana d'Austràlia i la tortuga olivàcia.
Més de 200 espècies d'aus (incloent 22 espècies d'aus marines i 32 espècies de limícoles) visiten, niuen o descansen a les illes i esculls, incloent el pigarg ventreblanc i el xatrac rosat. La majoria dels llocs de nidificació són en illes dins les regions septentrionals i del sud de la Gran Barrera de Corall, amb entre 1,4 i 1,6 milions d'aus que utilitzen els llocs per criar.
Disset espècies de serp de mar, incloent Laticauda colubrina (vegeu imatge), viuen a les aigües tèbies de la Gran Barrera de Corall fins a 50 metres de fondària i són més comunes a les àrees més meridionals que septentrionals; cap d'elles és endèmica o està en perill d'extinció. El verí de moltes d'aquestes serps és altament tòxic; per exemple, l'espècie Aipysurus duboisii és considerada com la serp de mar més verinosa del món.
Hi ha més de 1.500 espècies de peix, incloent els peixos pallasso (Amphiprioninae), Lutjanus bohar, Lethrinus miniatus, Plectropomus leopardus i diverses espècies de lutjànids (Lutjanidae). Quaranta-nou massa d'espècies es reprodueixen de manera sincronitzada en un mateix lloc i vuitanta-quatre altres espècies es reprodueixen en qualsevol altre lloc dins de la seva àrea de distribució. Amb una llargària màxima de 0,84 cm, Schindleria brevipinguis, és una espècie de peix nativa de la Gran Barrera de Corall i de l'Escull Osprey, i un dels vertebrats coneguts més petits. Hi ha com a mínim 330 espècies d'ascidians en el sistema d'esculls amb un diàmetre de 1-10 cm. Entre 300 i 500 espècies de briozous viuen a l'escull.
Els cocodrils marins viuen en manglars i saladars de la costa. Al voltant de 125 espècies de tauró, miliobatoideus, raids o peixos de l'ordre de les quimeres viuena la Gran Barrera de Corall, a més a més de 5.000 espècies de mol·lusc. L'últim grup inclou la cloïssa gegant i diversos nudibranquis i cargols de con.
Un estudi fet amb 443 individus de tauró va donar el següent resultat sobre les seves distribucions al cantó australià del Mar del Corals: tauró de cua negra (Carcharhinus amblyrhynchos, 69%), tauró de puntes blanques (Triaenodon obesus, 21%), tauró d'aletes platejades (Carcharhinus albimarginatus, 10%), tauró tigre (Galeocerdo cuvier, <1%) i el peix martell gegant (Sphyrna mokarran, <1%). El ritme d'interacció (busseig lliure) als esculls de Mar del Corall van variar des d'uns quants a 26 taurons per hora. El rar Etmopterus dislineatus és una espècie endèmica de la part central del Mar de Corall. S'ha observat a Ha estat a fondàries de 590–700 m prop del pendent continental.

## Activitats humanes
Les àrees costaneres del Mar del Corall es van poblar com a mínim fa 40,000 anys per poblacions prehistòriques provinents de les illes septentrionals. Aquelles tribus aborígens es van dispersar i avui dia només uns 70 grups viuen a l'àrea al voltant de la Gran Barrera de Corall.
El mar va ser la ubicació de la Batalla del Mar de Coral, una confrontació important durant la Segona Guerra Mundial entre les armades de l'Imperi del Japó, i els Estats Units i Austràlia. Un exemple són les restes del USS Lexington trobades al 2018.
La navegació ha estat una activitat humana tradicional en el Mar del Corall i hi ha 10 ports importants només a la costa de Queensland. Més de 3.500 vaixells van operar en aquesta àrea el 2007, fent més de 9.700 viatges transportant carbó, sucre, mena de ferro, fusta, oli, substàncies químiques, bestiar i altres béns. L'abundància d'esculls de corall obstaculitza el trànsit marítim. Entre els anys 1990 i 2007 es van registrar uns 50-60 accidents cada any només a la zona de la Gran Barrera de Corall.
Altres activitats econòmiques en la mar inclouen la pesca i l'exploració de dipòsits de petroli al Golf de Papua. El mar és també una destinació de turisme popular. Entre el 2006 i el 2007, el turisme al voltant de la Gran Barrera de Corall va contribuir uns 5.100 milions de dòlars australians a l'economia australiana. El turisme és majoritàriament estranger o de parts remotes d'Austràlia, amb una contribució local d'aproximadament uns 153 milions de dòlars australians.. En concret, els residents de Queensland van fer unes 14,6 milions de visites als esculls de Mar del Corall al llarg del 2008. Les creixents preocupacions sobre els efectes mediambientals que provoca el turisme van resultar en l'establiment el 1975 del Parc Marí de la Gran Barrera de Corall. En 1981, la Gran Barrera de Corall va ser declarada Patrimoni de la Humanitat per la UNESCO. Des del 2004, aproximadament un terç del parc marí està protegit contra l'extracció de qualsevol tipus d'espècie, inclosa la pesca, sense permís escrit.
L'any 1923 es va suggerir que a la Gran Barrera de Corall hi havia una gran reserva de petroli. Després dels Subsidis de Recerca de Petroli de la Commonwealth Act de 1957, es va incrementar la exploració d'hidrocarburs a Queensland, incloent la perforació d'un pou a l'Illa de Ruines el 1959. Durant els anys 1960s es va cercar petroli i gas per tota la Gran Barrera de Corall, però amb pocs resultats. Als 1970s, com a resposta a la creixen preocupació sobre els vessaments de petroli, el govern australià va prohibir la perforació de petroli a la Gran Barrera de Corall. Tot i així, els vessaments de petroli a causa d'accidents d'embarcacions encara són una amenaça per al medi ambient, amb un total de 282 vessaments entre 1987 i 2002.

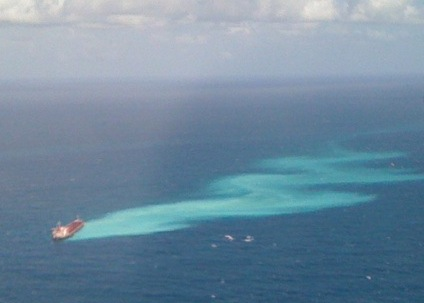
Shen Neng 1 encallata a la Gran Barrera de Corall el 5 d'abril de 2010

Queensland té centres urbans molt importants a la costa incloent Cairns, Townsville, Mackay, Rockhampton, Bundaberg, Sunshine Coast i la ciutat industrial de Gladstone, el qual inevitablement contamina el mar. Al voltant de trenta rius i centenars de petits rierols aporten aigua continental, que conté sediments, pesticides i residus industrials. L'escorrentia és especialment preocupant a la regió al sud de Cairns, ja que pot rebre fins a 4200 mm de pluja per any. Sobre el 90% de la contaminació marina s'origina a terra a partir d'activitats agroramaderes. Aquesta zona està en constant creixement urbanístic, de manera que s'espera que la població creixi un 40% pel 2026. Com a resultat, el 70–90% de les zones humides costaneres s'han perdut en les últimes dècades, amb moltes espècies de flora en perill d'extinció.
El 3 d'abril del 2010, el vaixell xinès Shen Neng 1 portant 950 tones de petroli, va encallar a l'est de Rockhampton a Queensland, Austràlia, causant el vessament de petroli de la Gran Barrera de Corall del 2010 i causant el dany més gran a la Gran Barrera de Corall i el Mar del Corall fins avui. L'àrea afectada va ser d'uns 3 km de llarg per 250 m d'ample, i en una part d'aquesta àrea pràcticament ha desaparegut la vida marina. Hi ha la preocupació de que hi podria haver un dany considerable a llarg termini i que l'escull trigués de 10 a 20 anys recuperar-se. El 13 d'abril del 2010, van aparèixer boles de quitrà al llarg de les platges de North West Island, una zona de nidificació d'ocells i colònia de tortugues significativa.

### Protecció
El desembre del 2013 es va proclamar la Reserva Marina Commonwealth del Mar del Corall, però no oferia prou protecció per al medi ambient. Un grup de 10 ONGs mediambientals es van unir en una coalició anomenada Protect Our Coral Sea, demanant el govern que creés un parc marí molt protegit al Mar del Corall.
Al 2017 la Reserva Marina Commonwealth del Mar del Corall va ser rebatejada com el Parc Marí del Mar del Corall. Cobreix una àrea de 989.836 km² té assignada la categoria IV de la Unió Internacional per a la Conservació de la Natura (UICN). És el parc marí més gran d'Austràlia i un dels més grans del món.